# 트로이 시반
트로이 시반 멜릿(영어: Troye Sivan  Mellet, 1995년 6월 5일~)은 오스트레일리아의 가수, 작곡가, 배우, 유튜버이다. 2014년 10월에 미국 타임지에서 '2014년에 영향력 있는 청소년 25명' 중 한 명으로 꼽혔다. 시반은 성 소수자 인권 운동에도 앞장서며, 미국 빌보드지에서는 성 소수자 특별판 표지에 시반을 넣기도 했다.
시반은 유튜브 및 호주 탤런트 대회에서 인기를 얻은 뒤, 2013년에 호주 유니버설 뮤직과 계약을 맺고 데뷔 확장판 앨범 TRXTE(2014)를 발표했다. TRXYE는 미국 빌보드 200에서 5위를 기록했다.
시반은 유튜브에 정기적으로 영상을 올렸다. 2021년 기준으로 구독자는 700만 명 이상이고 채널 조회수는 9억 회에 이른다.

## 생애
시반은 남아프리카 공화국 요하네스버그에서 어머니 Laurelle Mellet과 아버지 Shaun Mellet 사이에서 태어났다. 참고로 Troye Sivan이 실명이 맞긴 하지만, Sivan은 성이아닌 미들네임으로, 성은 Mellet이다. 따라서 본명은 Troye Sivan Mellet이다. 남아프리카 공화국에서 증가하는 범죄 때문에 2살 때 호주로 이사했다. 호주 서부의 퍼스에서 부모와 형 Steele, 남동생 Tyde, 여동생 Sage와 함께 자랐다. 아버지는 부동산 중개인이고 그의 어머니는 주부이다. 시반은 유대인이다. 아버지는 유대인 가정에서 태어났고 어머니는 유대교로 개종했다. 시반은 2009년에 원격교육을 시작할 때까지 사립 현대 정교회인 카멜 학교(Carmel School)에 다녔다.
시반은 게이이다. 2010년 8월 7일에 가족에게 커밍아웃을 했고, 그로부터 딱 3년 뒤인 2013년 8월 7일에 유튜브 동영상을 통해 공개적으로 커밍아웃을 했다. 약한 마르판 증후군을 앓고 있다. 시반은 현재 미국 캘리포니아주 로스앤젤레스에 살고 있다.

## 활동

### 음악

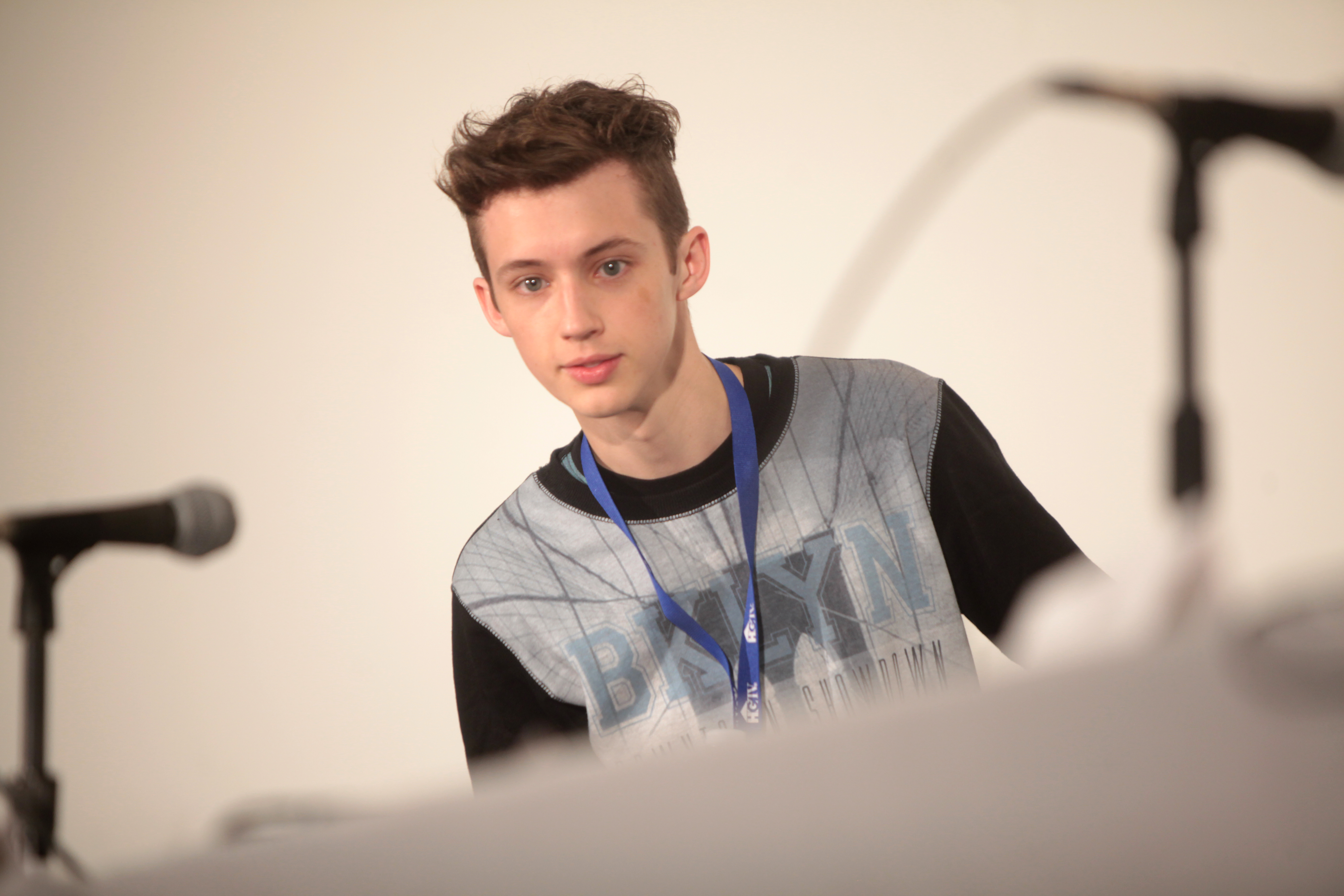
트로이 시반의 2014년 모습

시반의 음악 경력은 2006년에서 2008년까지 Channel Seven Perth Telethon에서 노래를 불렀을 때 시작되었다. 2006년 공연에는 호주 아이돌 수상자 가이 세바스찬(Guy Sebastian) 듀엣이 포함되어 있었다. 시반은 2007년 스타서치(StarSearch) 결승에 진출했다. 시반의 데뷔 EP인 Dare to Dream은 2007년 6월에 발매되었다. 2010년 2월, 아이티 지진 희생자들을 위한 돈을 모으기 위해 Lisa Lavie가 제작한 협업 뮤직 자선 비디오인 "We Are the World 25 for Haiti (YouTube Edition)"을 열었다. 2015년에 발표한 Blue Neighborhood 앨범의 가장 최근 히트 곡 "Youth"는 빌보드 Top 40 싱글에서 23위를 차지했다.
2013년 6월 5일에 시반은 호주 유니버설 뮤직 레이블인 EMI Australia와 계약을 맺었지만 1년 뒤까지 비밀로 유지되었다. 2014년 8월 15일에 TRXYE 등 5곡이 들어 있는 첫 싱글 "Happy Little Pill" EP를 발표했다. TRXYE는 55개국 이상의 아이튠즈에서 1위를 했다. 또한 다음 주 빌보드 200에서 5위를 차지했으며 첫 번째 톱 10 앨범을 기록했다. "Happy Little Pill"은 ARIA Singles Chart에서 10위를 차지했으며 35,000장을 넘게 내보내서 호주 녹음 산업 협회에서 금상을 받았다.
시반은 2015년 9월 4일에 두 번째 메이저 레이블 EP인 Wild를 발표했다. EP는 Blue Neighborhood라는 뮤직 비디오 3부작으로, "Wild", "Fools", "Talk Me Down"의 3곡이 2015년 9월부터 2015년 12월까지 유튜브에 올라왔다. 또 다른 EP는 Blue Neighborhood에 대한 소개로 사용되었으며, 2015년 12월 4일에 발매되었다. 데뷔 스튜디오 앨범 Blue Neighborhood와 EP Wild를 첫 번째 투어인 2015's Troye Sivan Live에서 불렀다. 2016년에 Blue Neighborhood Tour와 Suburbia Tour에서 데뷔 스튜디오 앨범을 불렀다.
2017년 5월 26일, 시반은 Martin Garrix와 같이 There for You라는 노래를 제작했다.
2018년 1월 10일, 싱글 "My My!" 뮤직 비디오를 발표했다. 이 앨범은 자신의 남자친구 Jacob Bixenman이라는 미국 모델에게서 영감을 받았다고 밝혔다. 이 노래는 시반의 초기 작품과는 현저한 대조를 이룬다. 피치 포크는 확신된 보컬과 NPR 뮤직에 대해 "전염성 있는 성적 욕망의 축하."라고 묘사했다. 또한 NPR Music은 "젊고 마른 동성애자가, 뮤직 비디오에서 완전한 자신을 보여주는 것은 흔한 일이 아니며 우리는 그와 함께 춤을 추고 싶어한다."라며 시반의 성적 지향에 대한 자신감을 보여주는 노래와 뮤직 비디오의 중요성에 주목했다. 2018년 1월 20일에, Jessica Chastain이 주최한 Saturday Night Live의 뮤지컬 게스트로서 이 곡의 첫 번째 라이브 공연을 했다.

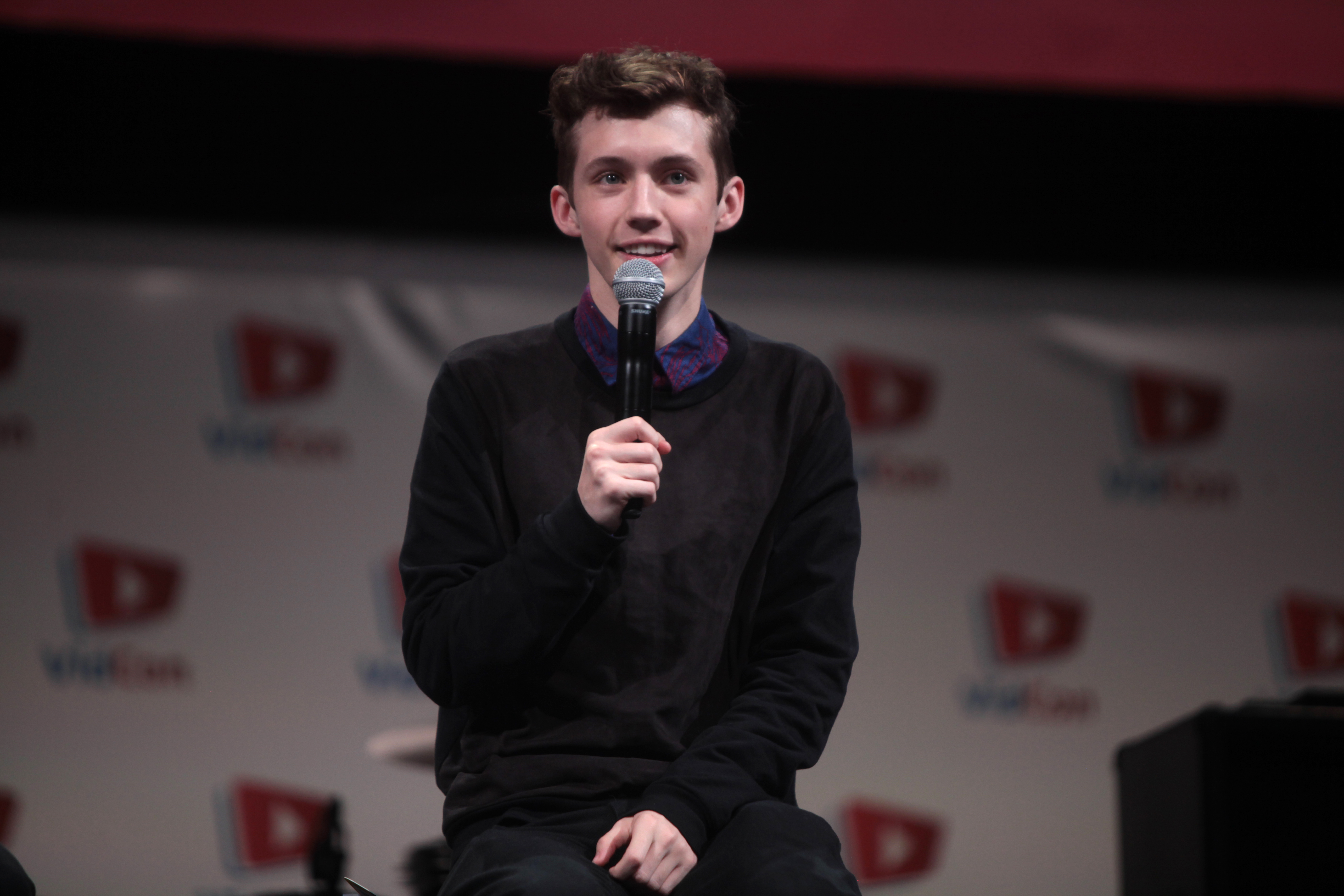
트로의 시반의 2015년 모습

시반은 앨범 "Dance to This"를 오랜 친구인 아리아나 그란데와 공동 작업하였다. "Bloom"은 "The Good Side"에 이어 2018년 5월 2일에 세 번째 싱글로 발매되었다. 그 달, 시반은 두 번째 앨범 제목이 "Bloom"이라는 제목을 발표했으며, 테일러 스위프트는 패서디나에서 열린 콘서트에서 게스트 연기자로 동행했다. 그 앨범은 2018년 8월 31일에 발매되었다. 앨범의 최종 출시 전 트랙인 "Animal"은 2018년 8월 9일에 나왔다. 2018년에는 베스트 삽입곡 골든글로브상 부탁을 받았으며, 보이 이레이즈드 영화를 녹음하고 공동 작곡했다. 또한 이 노래로 아카데미 상 후보로 선정되었다.

### 뮤직 비디오
시반의 뮤직 비디오는 종종 사람의 LGBTQ(성 소수자) 관계가 나오는 게 특징이다. TRXYE의 3부작은 비밀 관계인 두 명의 십대 게이의 이야기를 그렸으며, "Wild"에서는 시반이 다른 남성의 사랑에 관심을 보였다. "Heaven ft. Betty Who"의 뮤직 비디오에는 역사적인 LGBTQ 운동과 커플 장면이 나온다. "나의 일부분을 잃지 않고서 어떻게 천국에 갈 수 있을까?(Without losing a piece of me, how do I get to Heaven?)"라는 태그 라인을 가진 한 남자도 있다. "만약 내가 내 일부분을 잃고 있다면 나는 천국을 원하는 게 아닐지도 몰라(If I'm losing a piece of me, maybe I don't want Heaven)"이라고 말했다. 시반은 TV나 뮤직 비디오에서 LGBTQ 관계를 본 몇 가지 생생한 추억을 기억할 때, 또는 어린 시절을 생각할 때 이러한 묘사가 특히 중요하다고 말했다.

### 연기
2007년에 리걸 극장(Regal Theatre)의 〈올리버!〉의 연극에서 올리버 트위스트 역으로 출연했다. 2008년에 서호주 단편 영화 〈Betrand the Terrible〉에 출연했다. 2008년 2월,월, 〈엑스맨 탄생: 울버린〉에서 울버린의 아역을 맡았다. 원래 코디 스밋맥피가 출연할 예정이었지만, 다른 영화 〈더 로드〉의 촬영 때문에 출연할 수 없었다. 2009년 7월, 남아프리카 작가 John van de Ruit의 2005년 소설을 영화화한 Spud의 주역으로 오디션에 합격했다. 촬영은 2010년 3월 초부터 4월 중순까지 남아프리카에서 진행되었다. 이 영화는 2010년 12월 3일에 남아프리카에서 개봉했으며 나중에 시반의 장편 영화 출연 목록에서 최우수 주연 배우를 포함하여 6개의 SAFTA에 지명되었다.
2010년 5월 28일에 열린 Samuel Beckett의 연극 Waiting for Godot의 서호주 시즌에 출연했다. Craig Hyde-Smith와 함께 '소년'의 역을 맡았다. 2012년 6월, 시반은 남아프리카 공화국으로 돌아와 2013년 6월 21일에 남아프리카에서 발표된 Spud 2: The Madness Continues를 촬영했다. 또한 2014년 11월 28일에 발표된 Spud 3: Learning to Fly 시리즈의 세 번째 영화에 나왔다.

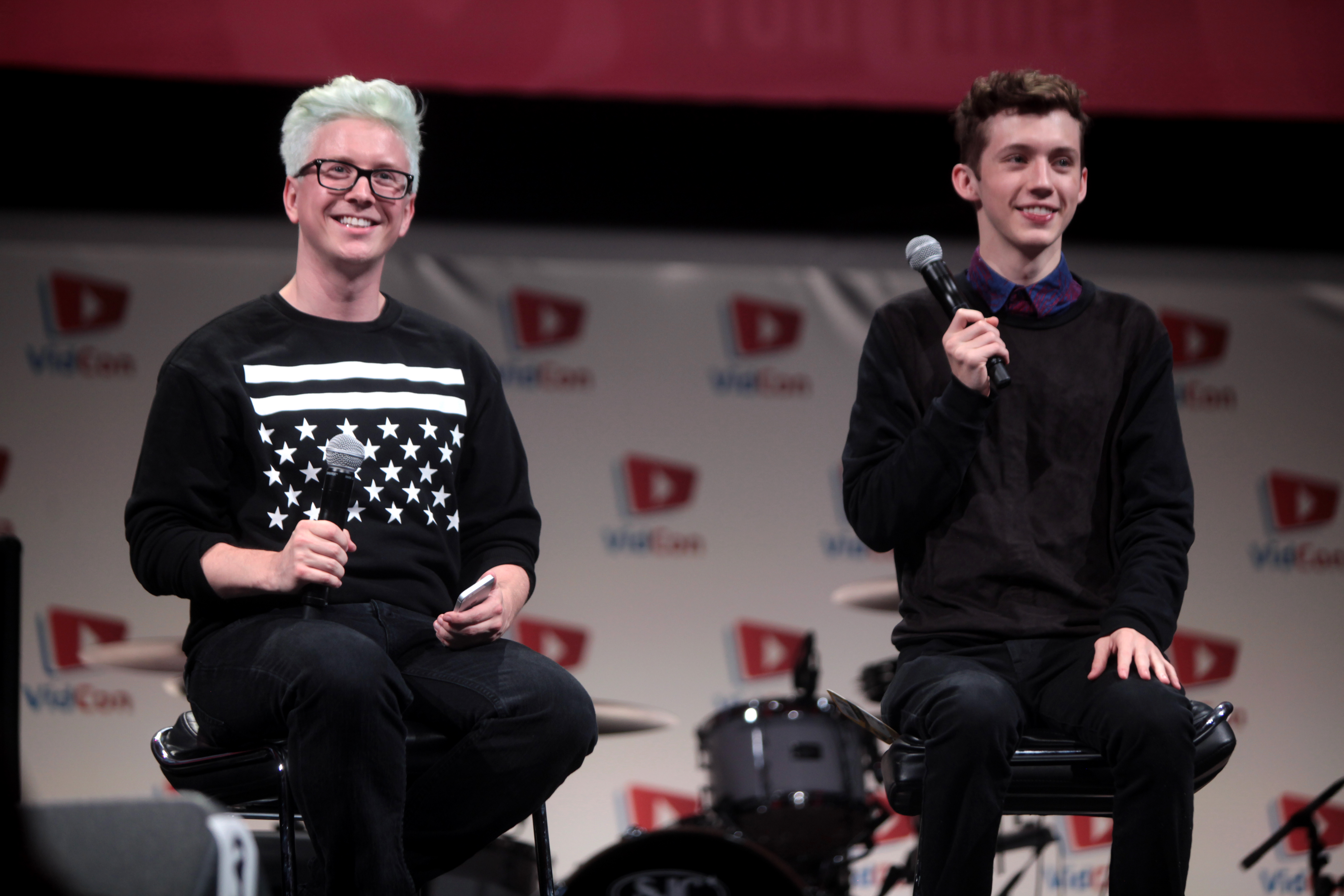
세계 동영상 축제 '비드콘'에서 이야기를 나누는 시반(오른쪽)과 오클리(왼쪽)

루카스 헤지스, 자비에르 돌란, 니콜 키드먼과 함께 Boy Erased(2018)에 출연했다.

### 유튜브
시반은 2007년부터 인터넷 사이트에서만 노래한 뒤, 2012년 9월에 비디오 공유 사이트 유튜브에서 영상을 올리기 시작했다. 첫 번째 영상을 올린 2007년 10월 1일부터 유튜브를 시작할 때까지 5년 동안 27,000명의 구독자를 모았다. 2016년 4월 기준으로 유튜브에서 400만 명이 넘는 구도자와 2억4천3백만 건 이상의 조회수를 기록했다. 시반의 유튜브 채널은 호주에서 HowToBasic 및 Planet Dolan 다음으로 세 번째로 구독자가 많은 채널이다. 유튜브 동료 타일러 오클리와 함께 만든 비디오는 "Boyfriend"라는 제목으로 "Choice Web Collaboration"부문에서 Teen Choice Award를 수상했다.

## 예술성
시반이 가장 좋아하는 예술가는 에이미 와인하우스, 타일러 오클리, 테일러 스위프트, 로드이다. MTV 아티스트들은 또한 마이클 잭슨과 프랭크 오션을 추가적인 영향으로 인용한다.
시반의 음악은 "EDM의 일정한 팅이 있는 계층화된 일렉트로 팝"으로 평가받는다. 바리톤 목소리는 널리 칭찬을 받았다. 주로 로드나 테일러 스위프트와 자주 비교된다.

## 출연 목록

### 영화
| 연도   | 제목                          | 역                 | 비고      |
| ------ | ----------------------------- | ------------------ | --------- |
| 2009년 | 엑스맨 탄생: 울버린           | 울버린 아역        |           |
| 2010년 | Betrand the Terrible          | 에이스             | 단편 영화 |
| 2010년 | Spud                          | John "Spud" Milton |           |
| 2013년 | Spud 2: The Madness Continues | John "Spud" Milton |           |
| 2014년 | Spud 3: Learning to Fly       | John "Spud" Milton |           |
| 2018년 | 보이 이레이즈드(Boy Erased)   | Gary               |           |

### TV 프로그램
| 연도        | 제목                                   | 비고                                     |
| ----------- | -------------------------------------- | ---------------------------------------- |
| 2006~2008년 | Perth Telethon                         | Opening act                              |
| 2007년      | Star Search                            | Finalist                                 |
| 2015년      | The Tonight Show Starring Jimmy Fallon | Musical guest                            |
| 2016년      | The Ellen DeGeneres Show               | Musical guest on Ellen's birthday specia |
| 2016년      | The Late Late Show with James Corden   | Musical guest and interview              |
| 2016년      | The Tonight Show Starring Jimmy Fallon | Musical guest                            |
| 2018년      | Saturday Night Live                    | Musical guest                            |
| 2018년      | The Ellen DeGeneres Show               | Musical guest and interview              |

### 연극
| 연도   | 제목              | 역              | 비고                  |
| ------ | ----------------- | --------------- | --------------------- |
| 2007년 | Oliver!           | 올리버 트위스트 | Regal Theatre         |
| 2010년 | Waiting for Godot | Boy             | His Majesty's Theatre |

## 음반 목록

### 정규 음반
- Blue Neighbourhood (2015)
- Bloom (2018)
- Something to Give Each Other (2023)

### EP
- Dare to Dream (2007)
- June Haverly (2012)
- TRXYE (2014)
- Wild (2015)
- My My My! (2018)
- Good Side (2018)
- Bloom (2018)
- Dance to this (2018)

## 투어
- Troye Sivan Live (2015)
- Blue Neighbourhood Tour (2016)
- Suburbia Tour (2016)
- The Bloom Tour (2018)

## 시상 및 후보작
주요 기사: 트로이 시반이 받은 상 및 후보작 목록(영어)